# Gerenia ambulans
Gerenia ambulans är en insektsart som beskrevs av Carl Stål 1878. Gerenia ambulans ingår i släktet Gerenia och familjen gräshoppor.

## Underarter
Arten delas in i följande underarter:
- G. a. ambulans
- G. a. kongtumensis